# Gopherus
Genre
Synonymes
- Xerobates Agassiz, 1857
- Bysmachelys Johnston, 1937
- Scaptochelys Bramble, 1982

Gopherus est un genre de tortues de la famille des Testudinidae.

## Répartition
Les six espèces de ce genre se rencontrent aux États-Unis et au Mexique.

## Liste des espèces
Selon TFTSG (23 novembre 2012) :
- Gopherus agassizii (Cooper, 1861) — Gophère d'Agassiz ou Tortue du désert
- Gopherus berlandieri (Agassiz, 1857) — Gophère du Texas
- Gopherus evgoodei Edwards, Karl, Vaughn, Rosen, Meléndez-Torres & Murphy, 2016
- Gopherus flavomarginatus Legler, 1959 — Gophère à bords jaunes ou Tortue fouisseuse du Mexique
- Gopherus morafkai Murphy, Berry, Edwards, Leviton, Lathrop & Riedle, 2011
- Gopherus polyphemus (Daudin, 1801) — Gophère polyphème ou Tortue gaufrée

## Étymologie

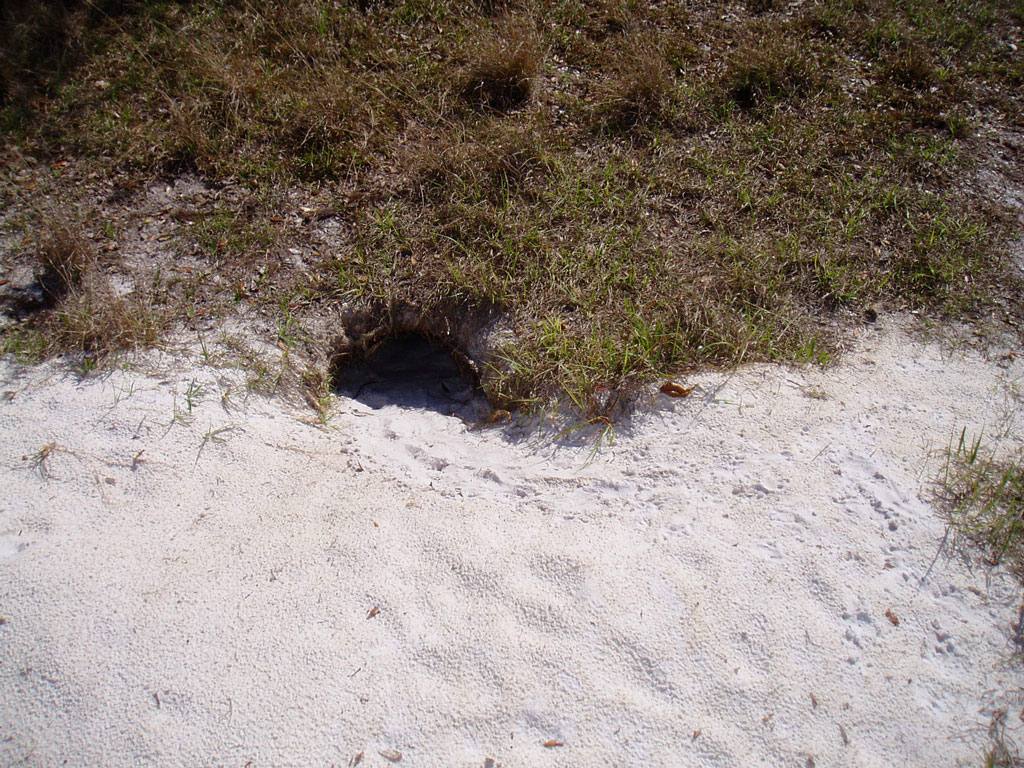
Nid de Gophère

Elles sont nommées Gopherus à cause des trous larges et profonds qu'elles creusent et qui sont utiles à bon nombre d'espèces et par conséquent utiles à l'écosystème. En effet gopher désigne en anglais les gaufres, rongeurs connus pour creuser de vastes terriers pouvant ravager les jardins.

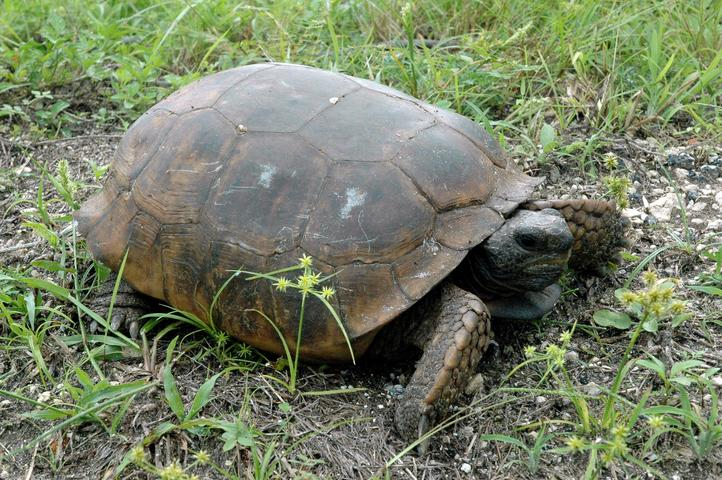
Gopherus polyphemus en Floride
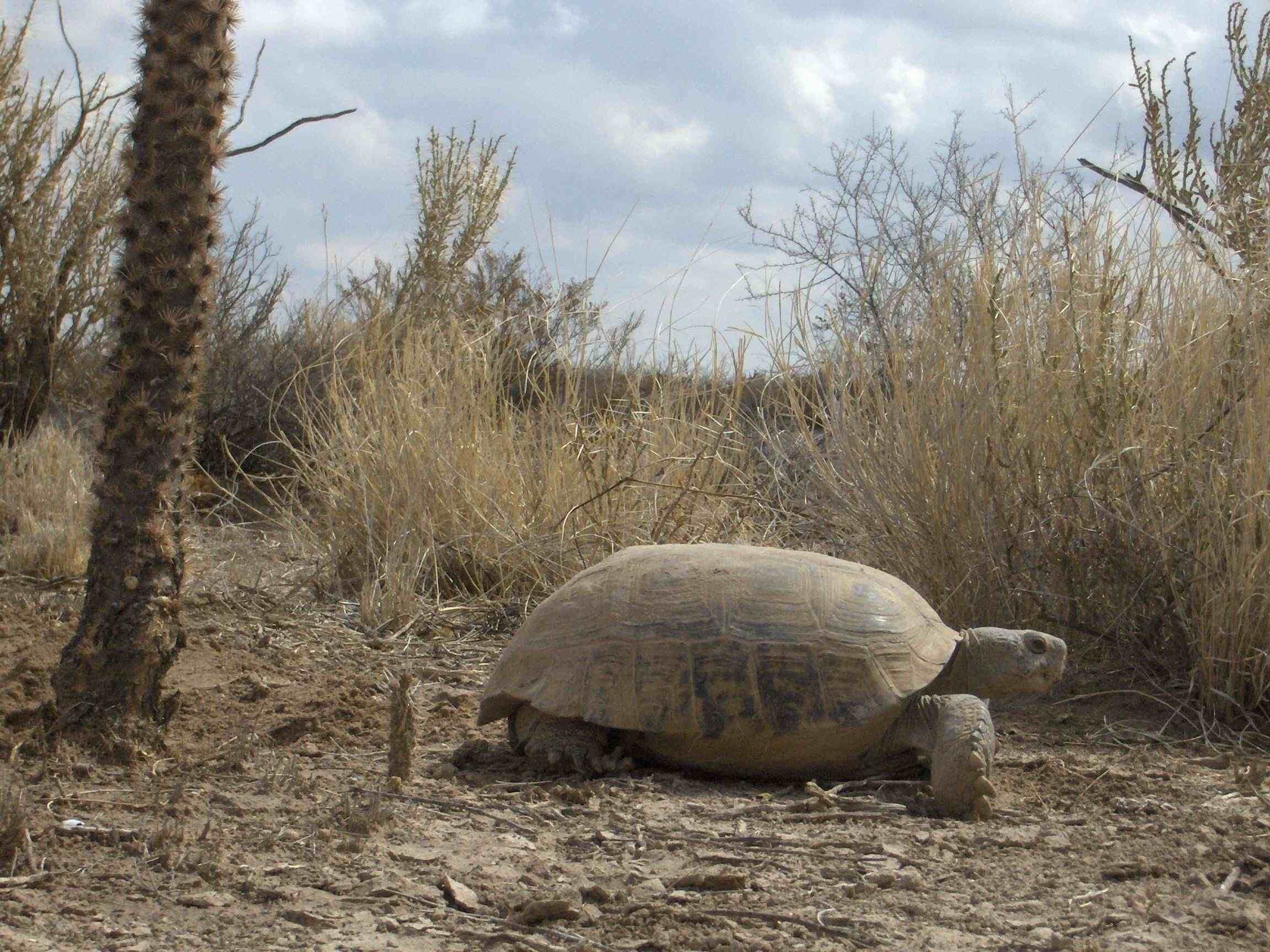
Gopherus flavomarginatus du Mexique
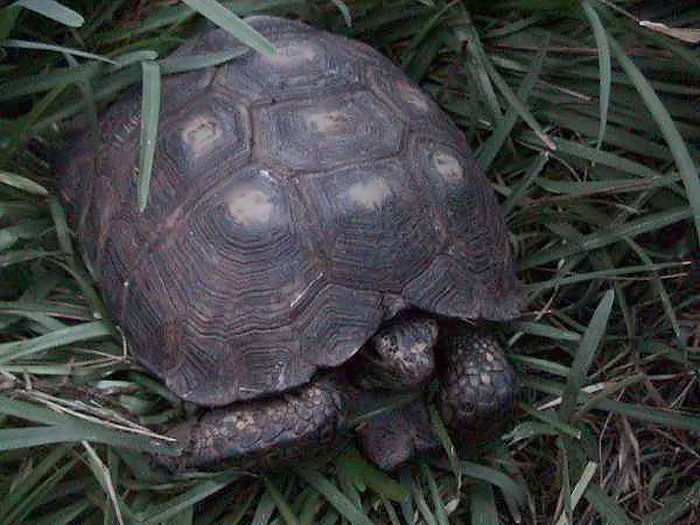
Gopherus berlandieri au Texas
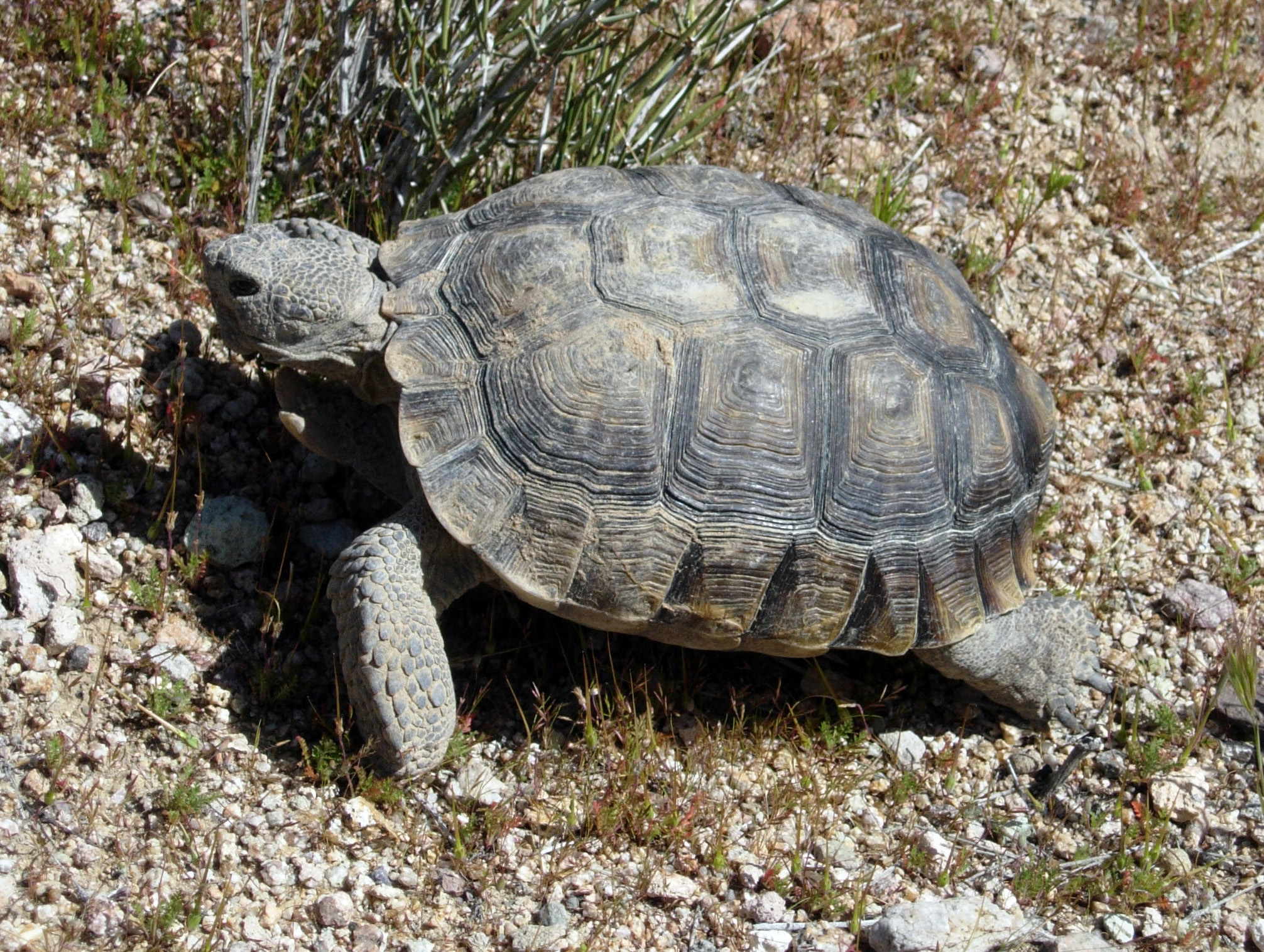
Gopherus agassizii dans le désert de Californie

## Publication originale
- Rafinesque, 1832 : Description of two new genera of soft shell turtles of North America. Atlantic Journal and Friend of Knowledge, vol. 1, p. 64–65 (texte intégral).